# 7627 Wakenokiyomaro
7627 Wakenokiyomaro eller 1977 DS4 är en asteroid i huvudbältet som upptäcktes den 18 februari 1977 av de båda japanska astronomerna Hiroki Kōsai och Kiichirō Furukawa vid Kiso-observatoriet i Japan. Den är uppkallad efter japanen Wake no Kiyomaro..
Asteroiden har en diameter på ungefär 6 kilometer.